# Batala
Batala (pendżabski: ਬਟਾਲਾ) – miasto w dystrykcie Gurdaspur, w stanie Pendżab, w północnych Indiach. W 1485 r. odbył się tu ślub założyciela religii sikhijskiej Guru Nanaka. Do tego wydarzenia odwołuje się wiele sikhijskich świątyń, które przyciągają licznych pielgrzymów. W Batali rozwinęła się produkcja maszyn i narzędzi dla rolnictwa oraz przetwórstwo płodów rolnych, jak na przykład produkcja przędzy bawełnianej, cukru, mąki ryżowej itp. Miasto liczy 156 400 mieszkańców (2011 r.).